# Anikó Meksz
Anikó Meksz   (Szekszárd, 18 de juny de 1965) és una ex-jugadora d'handbol hongaresa que va competir a finals del segle xx.
El 1996 va prendre part en els Jocs Olímpics d'Atlanta, on guanyà la medalla de bronze en la competició d'handbol. En el seu palmarès també destaca una medalla de plata al Campionat del món d'handbol de 1995. Entre 1990 i 1997 va jugar 110 partits amb la selecció nacional.
A nivell de clubs jugà al Tatabánya KC (1982-1986) i Dunaújvárosi Kohász KA (1986-1996) d'Hongria i l'AS Bondy (1996-1999) i Alfortville (1999-2002) de França. El 1995 guanyà la Recopa d'Europa. Un cop retirada de la competició esportiva, per culpa d'una lesió, es quedà a França per exercir la direcció professional de l'Alfortville.